# Gyűrődési zóna
Egy autó gyűrődési zónája (vagy gyűrődő zónaja) egy „strukturális jellegzetesség”, amit azért terveztek, hogy egy baleset során gyűrődjön, a becsapódásból vonva el energiát. A gyűrődési zóna először a jármű elején volt, hogy csökkentse a frontális ütközés erejét. Ma már a jármű más részein is található gyűrődési zóna, például hátul. Utóbbinál különös jelentőséget kap a fejtámla és az ülés kialakítása, szerkezete, hiszen itt épp ezek védik az utast a becsapódás során (ellentétben az első ülésekkel, ahol viszont elsősorban a légzsákok és a biztonsági övek).
A gyűrődési zóna koncepcióját a magyar származású Barényi Béla találta ki és szabadalmaztatta 1951-ben. Az először 1959-ben, a „Fintail” elnevezésű autón alkalmazott módszer napjainkig meghatározza az autófejlesztésben a karosszériatervezési irányelvet.

## Működése
A gyűrődési zónák energiát „vonnak el” a gépjármű frontális és hátsó részeire eső becsapódás erejéből (az energia átalakul a gyűrődés következtében, ahelyett, hogy az autóban utazókat károsítaná), ugyanakkor csökkenti az utastér deformációját, illetve az utastérbe történő behatolást is. A gyűrődési zónának köszönhetően az autóban ülők nagyobb biztonságban vannak a sérülések ellen.
Leegyszerűsítve: a gyűrődési zónát az „őszibarack-elv” alapján úgy hozzák létre, hogy az autó külső részeit puhábbra tervezik, míg ahogy egyre jobban haladunk befelé, az autó részei egyre erősebbek: az utastérben már több megerősített keresztmerevítést, és egyre nagyobb szilárdságú acélokat használnak.  Az általános tévhit a gyűrődési zónákról az, hogy ezek csökkentik a biztonságot azzal, hogy engedik az autótest összeroncsolódását, és ezzel teret adnak az utasok sérülésének.  A gyűrődő védőzónák valójában csak a motortérben vagy a poggyásztérben engedik az összesajtolódást, elhelyezkedésüktől függően. Az elmúlt két évtizedben tapasztalt jelentős javulás a nagy sebességű ütközési teszteknél és a való életben bekövetkező balesetek szintén cáfolják ezeket a félelmeket.

## A modern járművek gyűrődési zónái
A modern járművek, amelyek köznapi szóhasználattal élve gyűrődési zónákat tartalmaznak, átlagban messze jobb passzív biztonságot biztosítanak a bent ülőknek, mint a régi típusok. A hosszabb hátú, nagy csomagtartójú, családi autók utasai nagyobb biztonságban vannak, mint egy "hatchback"(rövidebb) típusú autó utasai, de ez csak akkor igaz, ha az utolsó két ülés nem a gyűrődési zónában van, azaz az utasok mögött van még tér (pl. akár csomagtér). Mindez főleg akkor növeli nagy mértékben a biztonságot, ha egy hátulról érkező, ún. „ráfutásos” balesetről beszélünk.
A gyűrődési zóna korábbi nagy hátulütője az, hogy a koccanásos baleseteknél a javítás költségei nagyon magasak voltak. Manapság ez már nem így van, ugyanis az autógyárak arra is ügyelnek, hogy ne csak a balesetektől, hanem a nagy biztosítási számláktól is megvédjék az autó utasait, ezért 5, 15 és 40 km/h-s sebességgel is végeznek törésteszteket ennek megállapítására.
Az autók biztonságát eleinte 48 km/h sebességgel ütköztetve vizsgálták, majd ezt felemelték 56 km/h-ra. Ma a vizsgálati sebesség 64 km/h.
Az autók töréstesztjeit hátulról és oldalról is elvégzik, elvégre a ráfutásos baleseteknél a hátsó ülésen ülők vannak leginkább kitéve a veszélynek.

## Töréstesztek
Kezdetben csak az elöl ülők túlélési esélyeire próbált következtetni a brüsszeli székhelyű törésteszt-szervezet, az Euro NCAP: egy ideig csak teljes átfedésű, később 40%-os átfedéssel végzett frontális és oldalütközéseket hajtott végre. Idővel viszont megjelentek a gyermekülésben utazó másfél éves és a hároméves gyermeknek megfelelő bábuk is, 2003 novemberétől pedig a gyermekek biztonságára még fokozottabban ügyelnek a szervezetnél. Ma már az értékelés részét képezik a gyalogoselütések szimulációi is.